# Konferenz der Direktoren der Landesmedienanstalten
Die Konferenz der Direktoren der Landesmedienanstalten (KDLM)  – nicht zu verwechseln mit dem Arbeitsgremium DLM – ist ein standortunabhängiges Organ zur Sicherung der Vielfalt im Medienbereich, das von einer zuständigen Landesmedienanstalt angerufen werden muss, wenn diese vom Votum der  Kommission zur Ermittlung der Konzentration im Medienbereich (KEK) abweichen möchte.

## Rechtsgrundlage
Für das mit dem Dritten Rundfunkänderungsstaatsvertrag (3. RÄStV) von 1996/97 etablierte Gremium bildet der Rundfunkstaatsvertrag die rechtliche Grundlage.

## Aufgabenstellung
Die KDLM dient nach § 35 i. Verb. m. § 36 I RStV ebenso wie die Kommission zur Ermittlung der Konzentration im Medienbereich (KEK) der jeweils zuständigen Landesmedienanstalt (LMA) als Organ bei der Erfüllung der sich im Zusammenhang mit der Sicherung der Vielfalt im privaten, bundesweit verbreiteten Fernsehen ergebenden Aufgaben. KEK und KDLM sind also für die abschließende Beurteilung von Fragestellungen zuständig, die sich insbesondere aus
- der Zulassung
- der Änderung der Zulassung und
- der Änderung der Beteiligungsverhältnisse ergeben.

## Verfahren
Geht ein Antrag eines privaten Rundfunkveranstalters (1) auf Zulassung, (2) auf Änderung der Zulassung oder (3) auf Änderung der Beteiligungsverhältnisse bei der zuständigen Landesmedienanstalt ein, so ist die KEK durch die LMA unverzüglich hinzuzuziehen. Kommt die KEK bei der Prüfung im Hinblick auf die Sicherung der Meinungsvielfalt zu dem Schluss, dass der Antrag unbedenklich ist, kann ihm – wenn nicht noch andere Gründe dagegen sprechen – stattgegeben werden.
Will die zuständige LMA jedoch von dem grundsätzlich bindenden Beschluss der KEK abweichen, so muss sie binnen eines Monats die KDLM anrufen. Fasst daraufhin die KDLM mit mindestens einer Drei-Viertel-Mehrheit ihrer gesetzlichen Mitglieder (also mit 11 von 14 Stimmen) innerhalb dreier Monate einen abweichenden Beschluss, so tritt dieser Beschluss an die Stelle des Beschlusses der KEK, anderenfalls gilt der KEK-Beschluss.

## Finanzierung
Die KDLM wird aus dem Anteil der Rundfunkbeiträge finanziert, der den Landesmedienanstalten nach dem Rundfunkfinanzierungsstaatsvertrag jeweils zusteht.

## Mitglieder
Die KDLM setzt sich aus den jeweiligen gesetzlichen Vertretern der Landesmedienanstalten zusammen; also regelmäßig aus den insgesamt 14 Präsidenten und Direktoren. Einer Wahl bedarf es dabei nicht, da die Mitgliedschaft kraft Amtes bewirkt wird. Die Mitglieder sind nicht an Weisungen gebunden.
Derzeitige Zusammensetzung (Stand 2008):
- Präsident: Thomas Langheinrich
Landesanstalt für Kommunikation Baden-Württemberg (LFK)
- Präsident: Wolf-Dieter Ring
Bayerische Landeszentrale für neue Medien (BLM)
- Direktor: Hans Hege
Medienanstalt Berlin-Brandenburg (mabb)
- Direktor: Wolfgang Schneider
Bremische Landesmedienanstalt (brema)
- Direktor: Thomas Fuchs
Medienanstalt Hamburg/Schleswig-Holstein (MA HSH)
- Direktor: Wolfgang Thaenert
Hessische Landesanstalt für privaten Rundfunk und neue Medien (LPR Hessen)
- Direktor: Uwe Hornauer
Medienanstalt Mecklenburg-Vorpommern (MMV)
- Direktor: Reinhold Albert
Niedersächsische Landesmedienanstalt (NLM)
- Direktor: Norbert Schneider
Landesanstalt für Medien Nordrhein-Westfalen (LfM)
- Direktorin: Renate Pepper
Landeszentrale für Medien und Kommunikation Rheinland-Pfalz (LMK)
- Präsident des Medienrates: Kurt-Ulrich Mayer
Sächsische Landesanstalt für privaten Rundfunk und neue Medien (SLM)
- Direktor: Martin Heine
Medienanstalt Sachsen-Anhalt (MSA)
- Direktor: Gerd Bauer
Landesmedienanstalt Saarland (LMS)
- Direktor: Jochen Fasco
Thüringer Landesmedienanstalt (TLM)

## Aktuelles
Zuletzt wurde die KDLM von den Landesmedienanstalten Bayerns und Rheinland-Pfalz´ in der Causa Springer/ProSiebenSat.1 Media AG im Januar 2006 angerufen. Auf Grund der im Februar 2006 erfolgten Rücknahme des Beteiligungsantrages seitens der Axel Springer AG kam es zu einem Wegfall des Befassungsgrundes und damit zur Erledigung des Falles ohne Entscheidung in der Sache.